# ジアーナ・グルツカーヤ

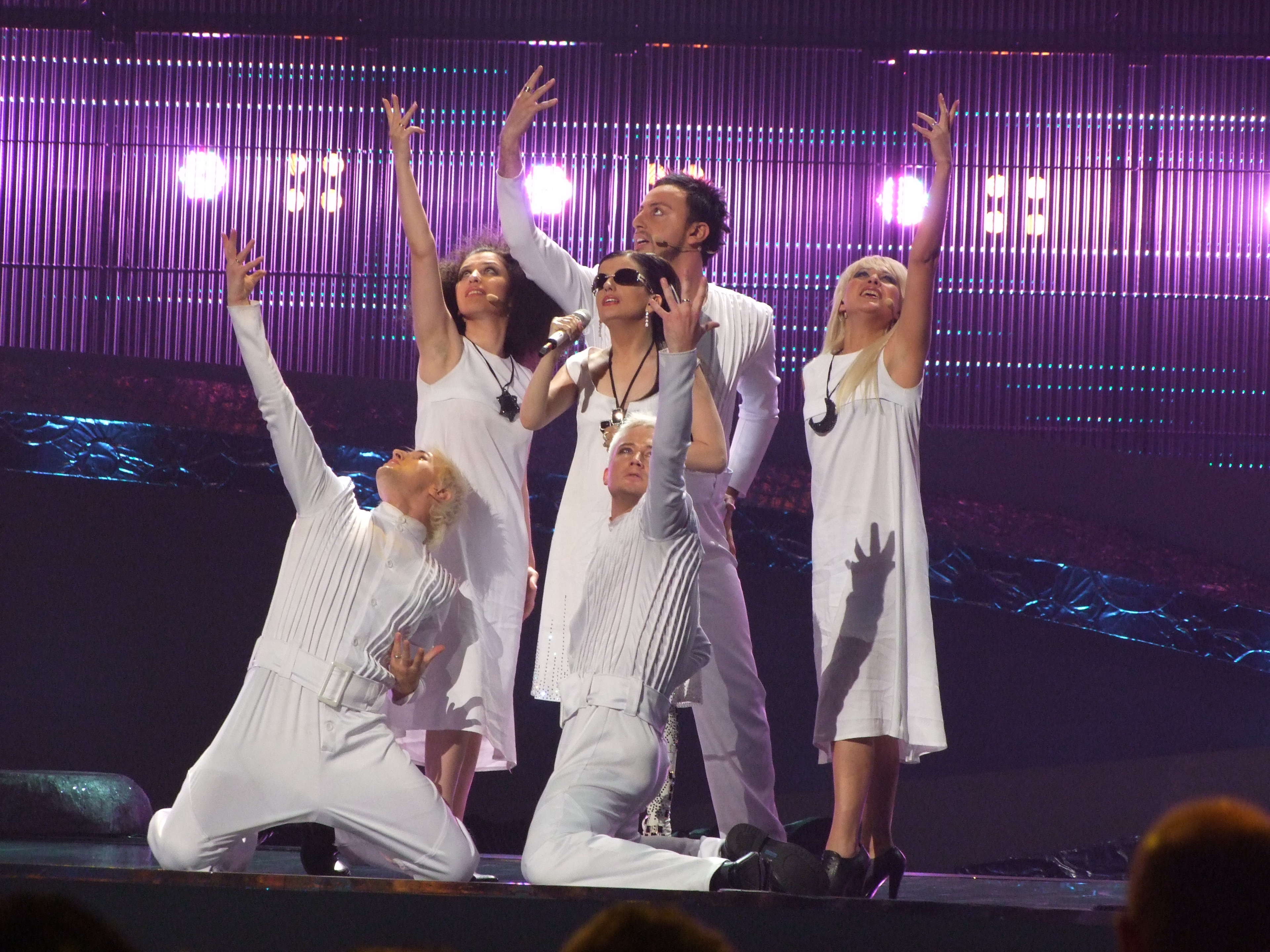
ユーロビジョン・ソング・コンテスト2008にて

2010年に慈善事業での貢献により友好勲章を獲得

ジアーナ・グルツカーヤ（グルジア語: დიანა ღურწკაია、ロシア語: Диана Гудаевна Гурцкая、1978年7月2日 - ）は、ジョージア（アブハジア）のスフミ生まれの先天性視覚障害者（全盲）の歌手である。
民族的にはミングレル人である。姓のグルツカヤはロシア語の女性形に見えるが、男女同形のミングレル系の名字である。

## 経歴
1990年代初のアブハジア紛争で、家族と共にアブハジアを脱出し、難民キャンプに滞在した後にロシアに移住した。特別学校で勉強しながら音楽学校にも通っており、10歳のときにはトビリシのフィルハーモニー・ホールでパフォーマンスをした。1995年にトビリシの視覚障害者の特別学校を卒業し、同年に「ヤルタ・モスクワ・トランジット」国際若手歌手音楽祭で審査員特別賞を受賞した。その後はモスクワのグネーシン音楽学校に進学した。卒業後の1999年に歌手として活動し始め、ヴィーツェプスク・スラヴャンスキー・バザールなどにも参加した。2003年にはまたロシア舞台芸術アカデミーに入学した。歌手と学業の他に慈善活動も行っており、視覚障害のある子供のために慈善基金を設立したほか、定期的に孤児院や障害者の特別学校を訪れている。
2008年に『Peace Will Come』をもってジョージア代表としてユーロビジョン・ソング・コンテスト2008に参加し、決勝で83点を獲得し11位に終わった。
2009年に「ソチ2014」のパラリンピック組織委員会はグルツカヤに「ソチ2014大使」の称号を与えた。2014年のソチオリンピック直前の聖火リレーではグロズヌイで参加した。
近年はウラジーミル・プーチンを支持しており、2018年の大統領選挙ではプーチンを支持する文化人の名簿に登録された。

## 家族
モスクワの弁護士、ロシア科学・高等教育省次官のピョートル・クチェレンコ（1977年 - 2023年不審死）と結婚しており、2007年6月に息子を出産した。

## 賞勲
ジョージア国民栄誉賞、ロシア連邦功労芸術家、ウクライナ聖バルバラ賞、ロシア友好勲章（2010年）、ロシア名誉勲章（2014年）など。2022年にロシア連邦人民芸術家に選定される。

## 作品

### アルバム
- 2000年 Ты здесь
- 2002年 Ты знаешь, мама
- 2003年 Я люблю Вас всех
- 2005年 Нежная
- 2017年 Паника[9]
- 2020年 Время[10]

### シングル
- 2008年 Peace Will Come[9]
- 2014年 Тебя теряю
- 2020年 Подруги
- 2021年 Ангелы надежды
- 2021年 Сберегу
- 2022年 Береги Меня[10]